# Alexej Petrovič Maresjev
Alexej Petrovič Maresjev (rusky Алексей Петрович Маресьев; 20. května 1916, Kamyšin – 19. května 2001, Moskva) byl legendární sovětský pilot z doby Velké vlastenecké války, který bojoval jako stíhač i po amputaci obou nohou. V literárním zpracování Příběh opravdového člověka bylo jeho příjmení pozměněno na Meresjev.

## Život
Narodil se 20. května 1916 v Kamyšině. Do armády vstoupil v roce 1937. V roce 1940 absolvoval sovětskou leteckou vojenskou školu. V srpnu 1941 začal létat jako vojenský stíhač. Měl na svém kontě čtyři sestřelená německá letadla, když byl sám v březnu 1942 sestřelen nedaleko města Staraja Russa.
Po pádu stroje se ocitl těžce raněný v nepřátelském týlu. Přesto se rozhodl vrátit se sám na území kontrolované Rudou armádou.
Cesta zpět trvala celých 18 dnů. Jeho zranění se zhoršila tak, že po návratu mu musely být pod kolenem obě nohy amputovány.
Maresjev udělal všechno pro to, aby se mohl i s amputovanýma nohama vrátit k létání. Po ročním úsilí se naučil ovládat své protézy tak, že se mohl v červnu 1943 vrátit do činné služby.
Během vzdušných soubojů v srpnu 1943 sestřelil tři německá letadla Focke-Wulf Fw 190. Celkem absolvoval 86 vzdušných soubojů, při kterých sestřelil 11 bojových letadel; mj. se zúčastnil i bitvy o Kursk. 24. srpna 1943 byl vyznamenán Zlatou hvězdou Hrdiny Sovětského svazu, nejvyšším vyznamenáním SSSR. V roce 1944 vstoupil Maresjev do KSSS a o dva roky později opustil armádu.
V roce 1952 absolvoval Maresjev Vysokou školu politickou, následně se věnoval práci ve výboru válečných veteránů a stal se členem Nejvyššího sovětu SSSR. Byl vyznamenán Leninovým řádem, Řádem Říjnové revoluce, Řádem práce, Řádem Rudé hvězdy a celou řadou dalších vyznamenání.
Zemřel na zástavu srdce několik hodin před oficiální oslavou svých 85. narozenin.

## Literární zpracování
Jeho životní příběh se stal základem pro román Příběh opravdového člověka od Borise Polevého, ve které však vystupuje pod pozměněným jménem Meresjev, a stejnojmennou operu Sergeje Prokofjeva, dílo bylo následně i zfilmováno Alexandrem Stolperem.